# پاتریک بیرنه
پاتریک ام. بیرنه (انگلیسی: Patrick M. Byrne؛ زادهٔ 1962) کارآفرین و مدیر اجرایی اهل ایالات متحده آمریکا است، که در سال ۱۹۹۹ شرکت آوراستوک را تأسیس کرد.